# AirPods

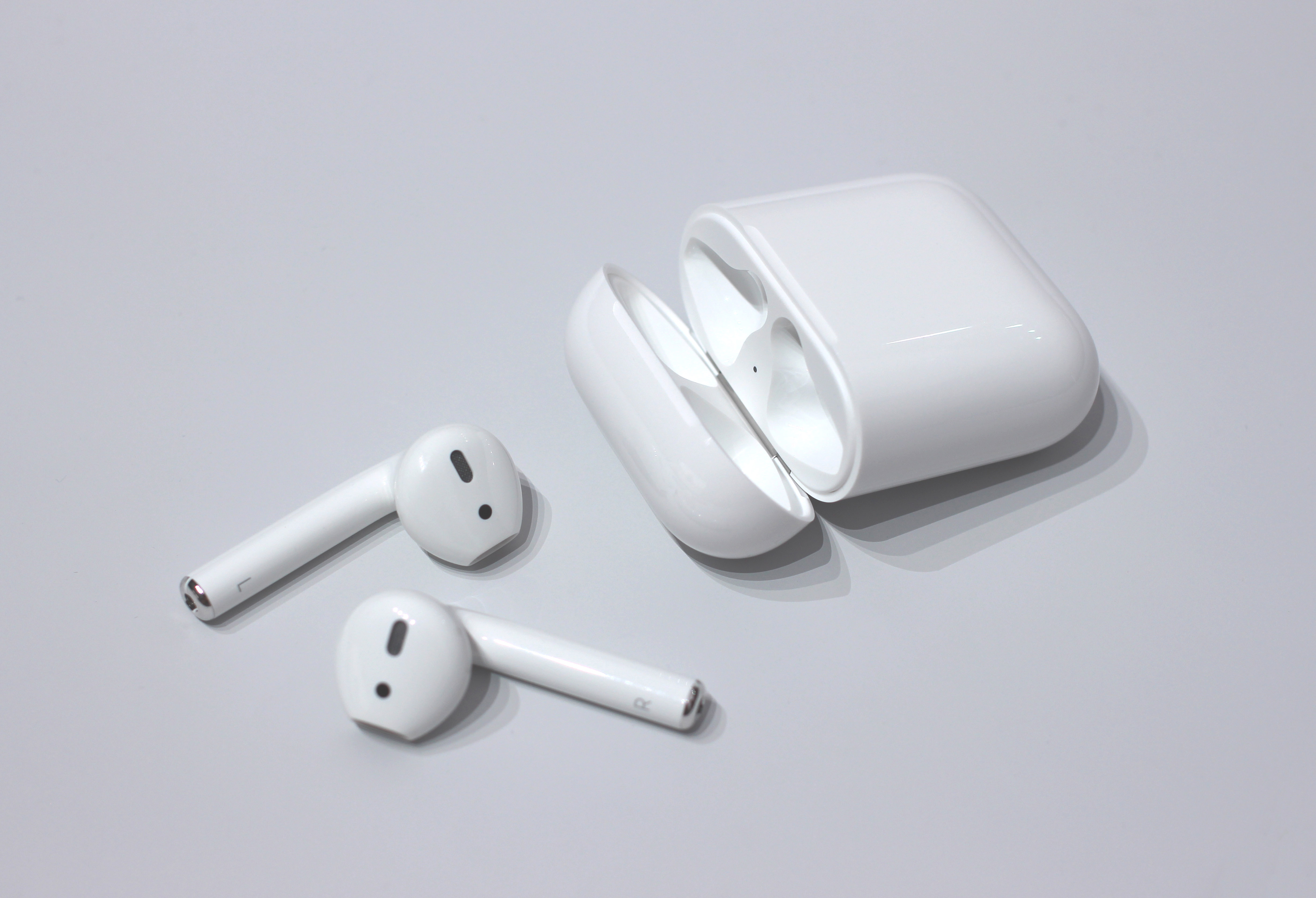
Ein AirPod-Paar mit dazugehörigem Ladecase

Die AirPods sind eine Baureihe von kabellosen In-Ear-Bluetooth-Kopfhörer der Firma Apple, die seit 2016 auf dem Markt sind. Es gibt auch Over-Ear-Modelle (siehe AirPods Max). Die Kopfhörer sind kompatibel mit den meisten Bluetooth-fähigen Geräten, für die volle Funktionalität ist jedoch ein iPhone, iPad oder iPod touch mit mindestens iOS 10.2, eine Apple Watch mit mindestens watchOS 3 oder ein Mac mit mindestens macOS Sierra erforderlich.

## Modelle

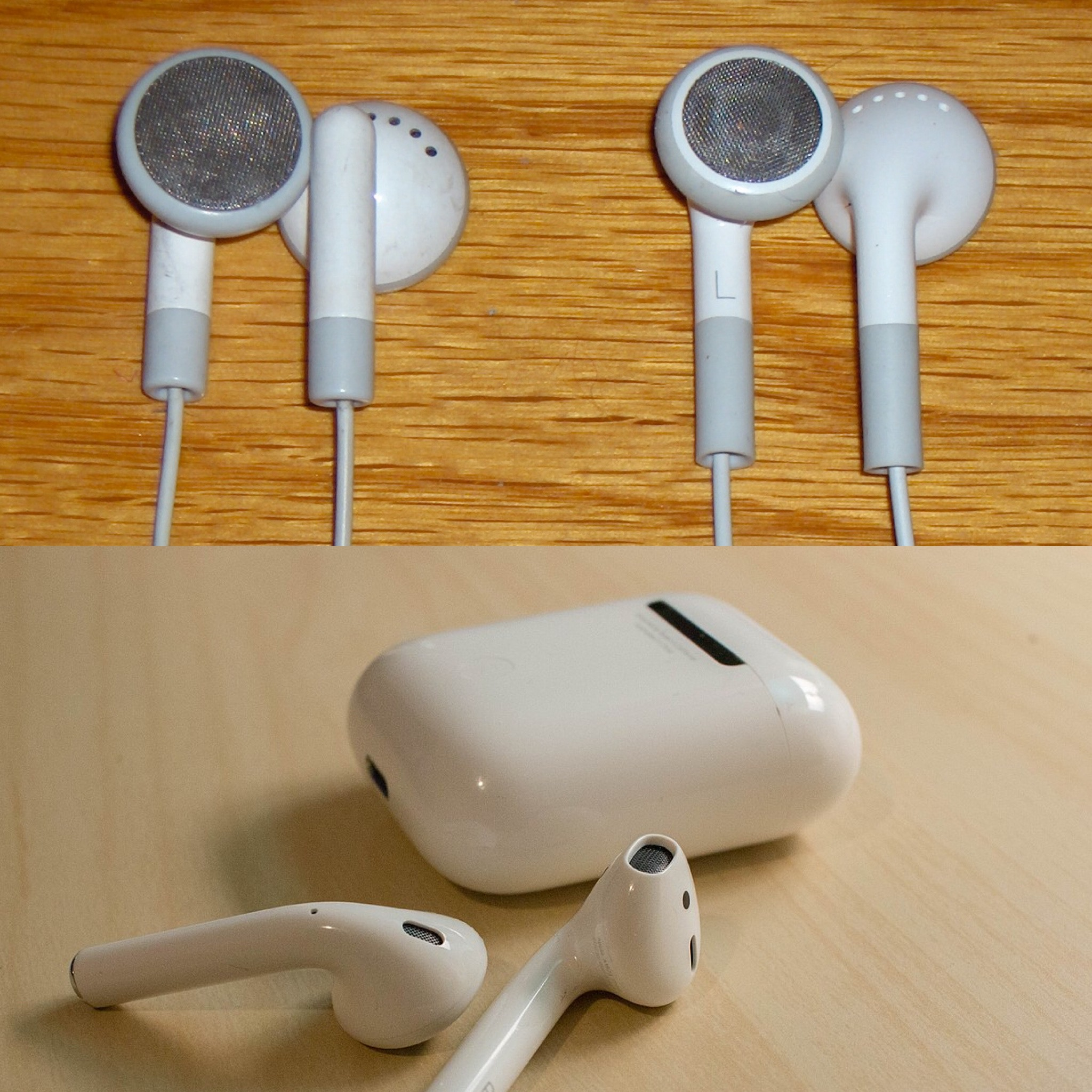
Oben Apple Kopfhörer mit Kabel, unten AirPods

### Erste Generation
Die Kopfhörer wurden am 7. September 2016 zusammen mit der Apple Watch Series 2, dem iPhone 7 und dem iPhone 7 Plus vorgestellt und sollten ursprünglich im Oktober 2016 erscheinen. Seit dem 13. Dezember 2016 konnten die AirPods online bei Apple bestellt werden und wurden seit dem 20. Dezember an Kunden sowie autorisierte Verkäufer ausgeliefert.

### Zweite Generation
Am 20. April 2019 wurde die zweite Generation eingeführt, die mit einem neuen H1-Chip ausgestattet ist und induktives Laden des Cases nach dem Qi-Standard erlaubt. Zudem können Nutzer die Apple-Sprachsteuerung mit „Hey Siri“ starten und müssen die Kopfhörer nicht mehr wie früher antippen.
Zusätzlich wurde eine etwas günstigere Variante ohne Qi Funktion angeboten. Seit Erscheinen der dritten Generation wird nur noch die Variante ohne Qi Funktion verkauft.

### Dritte Generation
Die dritte AirPod-Generation wurde am 18. Oktober 2021 vorgestellt. Die neue Generation ähnelt im Design den AirPod Pros und übernimmt, mit Ausnahme der aktiven Geräuschunterdrückung, Funktionen wie Spatial Audio, Adaptive EQ, IPX4-Zertifizierung und die drucksensorgesteuerte Bedienung von diesen. Die unverbindliche Preisempfehlung wurde um 50 Euro auf 199 Euro erhöht. Sie sind drahtlos mit MagSafe aufladbar.

### Vierte Generation
Die vierte AirPod-Generation wurde am 9. September 2024 mit dem H2-Chip und einer kompakteren Ladeschale, aber weitgehend erhaltenem Design vorgestellt. Neben der Basisvariante zum Listenpreis von 149 Euro bietet Apple eine Variante für 199 Euro an, die über aktive Geräuschunterdrückung und eine Ladeschale verfügt, die drahtlos mit Apple-Watch-Ladegeräten geladen werden kann und Signaltöne über einen eingebauten Lautsprecher zum Wiederfinden abspielen kann.

### AirPods Pro

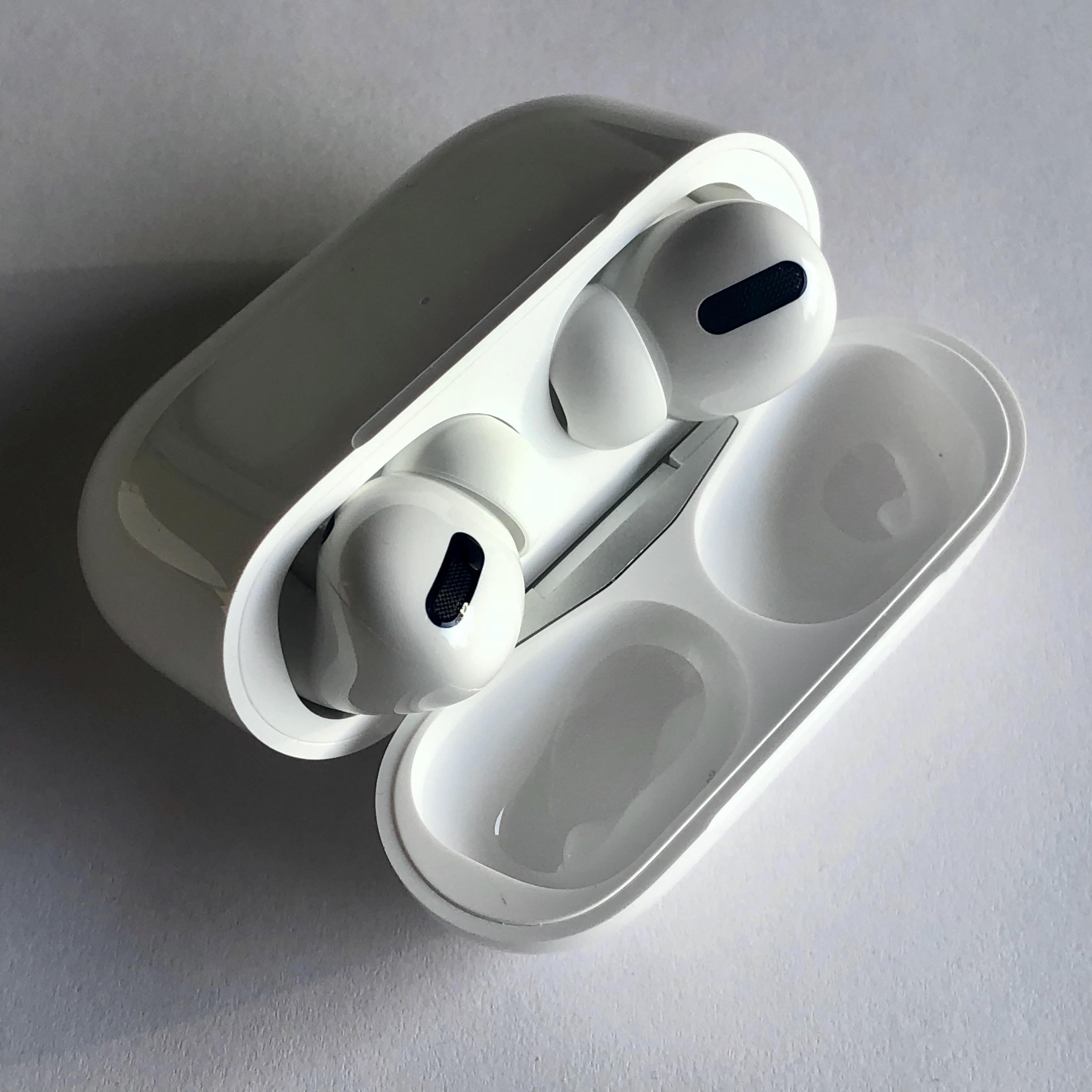
AirPods Pro

Apple veröffentlichte am 30. Oktober 2019 die AirPods Pro, eine High-End-Version der AirPods. Das Design der AirPods Pro unterscheidet sich durch einen geringfügig größeren Ohreinsatz aus Silikon sowie einen kürzeren und dünneren aus dem Ohr ragenden Stab von dem der AirPods (der ersten und zweiten Generation) und sie werden mit einer neuen Ladeschale geliefert. Außerdem sind sie nach Schutzart IPX 4 (schweiß-/spritzwassergeschützt) geschützt, verfügen über eine aktive Geräuschunterdrückung (Active Noise Cancelling) und arbeiten mit Adaptive EQ. Wenn man sich mit den AirPods Pro nach rechts oder links neigt, verändert sich bei moderneren Liedern der Klang. Die AirPods Pro sind wie die AirPods (3. Generation) magnetisch über MagSafe aufladbar.
Apple stellte am 7. September 2022 die zweite Generation der AirPods Pro vor. Sie unterscheiden sich durch eine verbesserte Geräuschunterdrückung und der Möglichkeit, die Lautstärke direkt an den Stäben zu verändern. Die Ladeschale kann neben MagSafe auch mit einem Ladegerät für die Apple Watch drahtlos geladen werden.
Am 12. September 2023 wurde der Lightning-Anschluss der Kopfhörer durch einen USB-C-Anschluss umgestellt. Mit dieser Umstellung wurde Lossless-Audio in Verbindung mit der Vision Pro ermöglicht und die Wasserfestigkeit auf IP54 erhöht. Außerdem wurden mit den AirPods Pro 2 (USB-C) die Funktionen Adaptives Audio, Konversationserkennung und Personalisierte Lautstärke eingeführt, die auch mittels iOS17 auf die AirPods Pro 2 mit Lightning kommen.

### AirPods Max

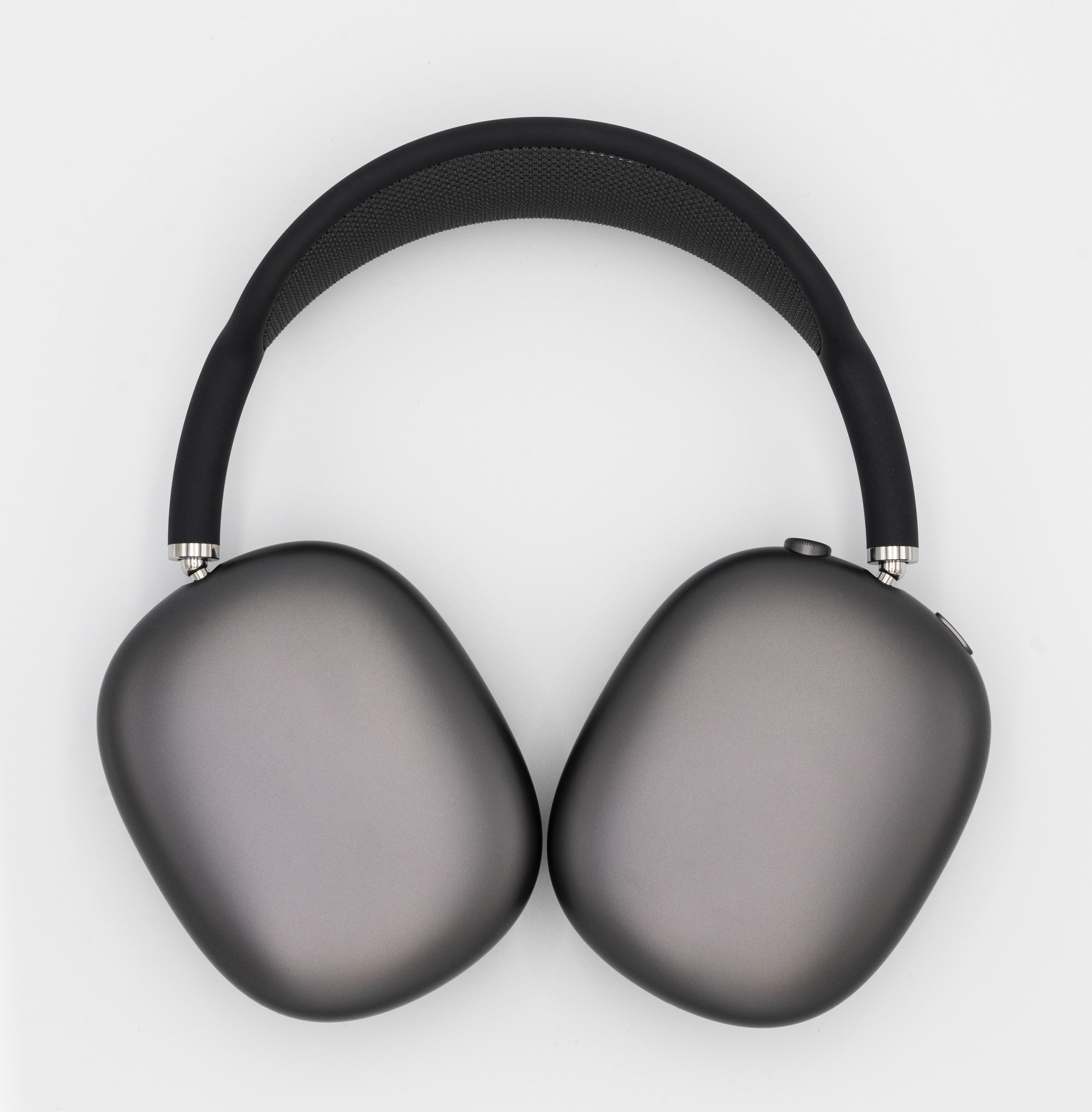
AirPods Max in Space-Grau

Am 8. Dezember 2020 wurde der Over-Ear-Kopfhörer AirPods Max vorgestellt. Sie verfügen wie die AirPods Pro über Geräuschunterdrückung und 3D-Audio. Die Kopfhörer sind seit dem 15. Dezember 2020 erhältlich.

## Hardware
Ein AirPod wiegt 4 g, das Ladecase 38 g. Die erste Generation nutzt den Apple-W1-Chip und Bluetooth 4.2; ab der 2. Generation kommen der Apple-H1-Chip und Bluetooth 5.0 zum Einsatz. Mit einer Ladung der AirPods selbst kann fünf Stunden lang Musik gehört werden, wobei das Ladecase ausreichend Energie für weitere 24 Stunden bereithält. Die AirPods besitzen eine Firmware, die Auslieferungsfirmware der ersten Modelle war Version 3.3.1. Die AirPods enthalten je eine Batterie mit 93 Milliwattstunden, das Ladecase eine mit 1,52 Wattstunden (398 mAh).
Eine Besonderheit aller AirPods ist das einfache Koppeln mit Apple-Endgeräten, hierfür müssen die AirPods lediglich in die Nähe gehalten und ggf. das Ladecase geöffnet werden. Anschließend verbinden sie sich je nach Bedarf automatisch mit sämtlichen kompatiblen Geräten, auf denen der gleiche Apple Account eingerichtet ist. Diese Funktionalität teilen neuere Beats-Kopfhörer, die ebenfalls den Apple-W1-Chip nutzen.
Die AirPods beinhalten auch Sensoren an der Seite der Kopfhörer, die es ermöglichen zu erkennen, wenn der Träger einen oder beide AirPods aus dem Ohr nimmt, sodass die Musik automatisch stoppt. Auch sind Beschleunigungssensoren verbaut, durch die Antippen der AirPods erkannt werden kann. Doppeltes Antippen kann mit verschiedenen Funktionen wie Aktivieren von Siri, Play/Pause, nächster Titel oder vorheriger Titel für jeden AirPod separat konfiguriert werden.
Die vorgenannten Features setzen jedoch ein Apple-Endgerät mit iOS 10.2, watchOS 3, macOS Sierra oder höher voraus.

## Verkaufszahlen
Marktanalytiker schätzten, dass Apple zwischen 14 und 16 Millionen AirPods im Jahr 2017 verkaufen konnte. 2018 avancierten die AirPods mit etwa 35 Millionen verkauften Einheiten zu Apples meistverkauftem Accessoire. In der ersten Hälfte des Jahres 2019 wurden weitere 15,9 Millionen AirPods verkauft. Marktanalytiker gehen davon aus, dass die AirPods 2018 etwa 60 Prozent des globalen Marktes für kabellose Kopfhörer ausmachten. Es wird geschätzt, dass 5 bis 7 Prozent von Apples Einnahmen mit AirPods durch kostenpflichtige Umtausche dieser zustande kommen.